# Pararaneus cyrtoscapus
Pararaneus cyrtoscapus là một loài nhện trong họ Araneidae.
Loài này thuộc chi Pararaneus. Pararaneus cyrtoscapus được Mary Agard Pocock miêu tả năm 1898.